# ARPC1A
ARPC1A‏ (Actin related protein 2/3 complex subunit 1A) هوَ بروتين يُشَفر بواسطة جين ARPC1A في الإنسان.